# Súng máy hạng nhẹ Type 99
Shiki 99 (九九式軽機関銃, きゅうきゅうしきけいきかんじゅう, Kyūkyū-shiki Kei-kikanjū) là loại súng máy hạng nhẹ được quân đội hoàng gia Nhật Bản sử dụng trong chiến tranh thế giới thứ hai.

## Lịch sử và phát triển

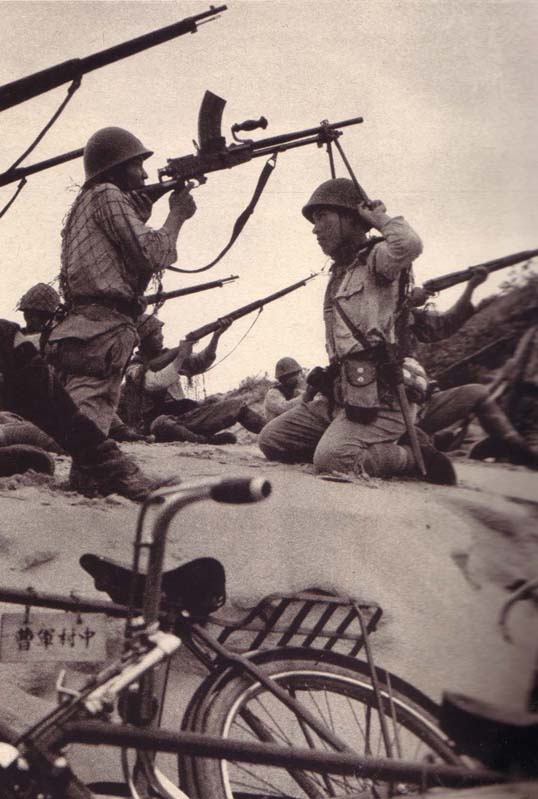
Thượng Úy Hajime Asai (Người cầm giá đỡ của Súng Máy Shiki 99) và 10 Người Lính.

Shiki 99 được phát triển dựa trên Shiki 11. Nó nhanh chóng chứng minh được sự đa năng của mình và rất hữu hiệu trong việc bắn yểm trợ cho bộ binh. Cả hai loại súng máy Shiki 11 và Shiki 96 điều sử dụng loại đạn 6,5x50mm Arisaka vốn dùng cho súng trường Shiki 38. Hệ thống vũ khí này rất có ích, vì bất kỳ thành viên nào trong một đội điều có thể cung cấp đạn cho súng máy hạng trung, tuy nhiên, với việc quân đội hoàng gia Nhật Bản chuyển từ sử dụng súng trường Shiki 38 sang súng trường Shiki 99 sử dụng loại đạn 7,7 mm làm nảy sinh việc cần thiết phải thiết kế một loại LMG tương tự Shiki 96 có thể sử dụng loại đạn lớn này.

## Thiết kế
Shiki 99 có các thiết kế giống như Shiki 96, các bộ phận của nó khá phổ biến nên dễ dàng sửa chữa hay thay thế. Tuy nhiên, việc không phải tra dầu nhớt thường xuyên cũng như các bộ phận cơ bản của nó tốt hơn làm tăng độ tin cậy của loại vũ khí này so với các phiên bản trước. Các phiên bản đầu của nó có gắn chân chống chữ V và bộ phận chống chớp sáng. Băng đạn gắn phía trên chứa 30 viên, và nòng súng có tay cầm giúp nó dễ dàng được tháo ra và gắn vào nhanh chóng.
Shiki 99 có một lưỡi lê gắn ở phía đầu súng. Ống ngắm 2,5× có thể gắn vào phía bên phải của súng. Chúng thường được cấp cho các xạ thủ và được dùng trong các nhiệm vụ bắn tỉa. Lưỡi lê có thể gắn ở phần ống trích khí bên dưới súng.

## Chiến đấu
Shiki 99 đã được đưa vào sử dụng từ năm 1939. Nó được thấy tác chiến bên cạnh các loại súng máy Shiki 11 và Shiki 96, vì các loại súng này đã được sản xuất với số lượng rất lớn và cũng do rất nhiều đội quân trên chiến tuyến vẫn sử dụng súng trường Shiki 38 và loại đạn 6,5 mm của chúng. Cả ba loại súng máy đều vẫn được sử dụng cho đến khi Nhật Bản đầu hàng.

## Các biến thể
Một số rất ít phiên bản của Shiki 99 được sản xuất dành cho đơn vị lính dù. Nó có báng súng có thể tháo rời và thậm chí có thể gấp lại. Để sử dụng, báng súng và nòng súng được gắn với nhau, cò súng và bệ chống ba chân được gắn vào sau đó. Tất cả các bộ phận này đều có thể bỏ trong ba lô chiến đấu.